# Форов, Денис Николаевич
Денис Николаевич Форов (укр. Денис Миколайович Форов, арм. Դենիս Ֆորով; 3 декабря 1984, Жмеринка, Винницкая область, Украинская ССР, СССР) — украинский, российский и армянский борец греко-римского стиля, призёр чемпионата Европы, участник Олимпийских игр в Пекине. 

## Карьера
Воспитанник североосетинской школы борьбы. Сначала выступал за Украину, однако с 2002 по 2006 годы боролся за Россию. В январе 2006 года на чемпионате России в Краснодаре стал бронзовым призёром, после чего стал выступать за Армению. В апреле 2006 года на чемпионате Европы в Москве в уступил поляку Артуру Михалкевичу из Польши. В мае 2008 года на квалификационном турнире в Сербии завоевал лицензию на Олимпийские игры в Пекине. В августе 2008 года вошёл в список участников Олимпийских игр от Армении, но выступил неудачно.

## Спортивные результаты

### За Украину
- Чемпионат Европы по греко-римской борьбе среди кадетов 2001 — ;

### За Россию
- Чемпионат Европы по греко-римской борьбе среди юниоров 2002 — ;
- Чемпионат мира по греко-римской борьбе среди юниоров 2002 — ;
- Чемпионат России по греко-римской борьбе 2006 — ;

### За Армению
- Чемпионат Европы по борьбе 2006 — ;
- Олимпийские игры 2008 — 7;
- Кубок мира по греко-римской борьбе 2010 — 5;
- Кубок мира по греко-римской борьбе 2010 (команда) — ;